# Habitatges a l'avinguda de la Generalitat, 97-99 (Tortosa)
Els Habitatges a l'avinguda de la Generalitat, 97-99 és una obra del municipi de Tortosa (Baix Ebre) inclosa en l'Inventari del Patrimoni Arquitectònic de Catalunya.

## Descripció
Es tracta d'un conjunt d'habitatges a l'Avinguda de la Generalitat, en el sector de l'Eixample del Temple. Davant de Parc Teodor González. Del tipus d'edificis entre mitgeres. Consten de planta baixa, entresol i tres pisos.
El corresponent al núm. 97 presenta en el nivell de planta i entresòl, a la façana, dues portalades d'arc escarser, una corresponent a un comerç i l'altra d'accés als habitatges superiors. Als dos primers pisos s'obre un balcó en el sector dret i un ample finestral sostingut per dos pilarets prims centrals. En el nivell superior, les golfes s'obren mitjançant una galeria de quatre arcs de mig punt; el remat superior és un entaulament sostingut per mènsules decoratives. L'arrebossat és llis, sense cap mena de decoració. L'edifici núm. 99 és més ric a la façana. L'entresòl s'obre mitjançant tres finestres. En els pisos superiors, el sector central queda ocupat per una tribuna amb emmarcament de pilars de fust estriat, i en els laterals es troben balcons amb finestres que combinen la forma allindanada i els arcs de mig punt. Al pis superior s'obre una balconada amb perfil de base mixtilínia per adaptar-se a les tribunes inferiors. En aquest nivell la decoració és vegetal, d'estuc sobre les finestres, i una banda horitzontal també decorada sota l'entaulament. A sobre d'aquest hi ha una barana a manera de balustrada amb un plafó central decorat de perfil oval.